# Иван Абаджиев (революционер)
Иван Георгиев Абаджиев е български революционер, деец на Вътрешната македоно-одринска революционна организация.

## Биография
Абаджиев е роден на 5 септември 1865 година в драмското село Плевня, тогава в Османската империя, днес в Гърция. През септември 1896 година в Сяр е заклет за член на ВМОРО и е касиер на революционния комитет в Плевня до 15 май 1903 година. На 6 ноември 1901 година, след убийството на най-видния плевненски гъркоманин Атанас Балабанов, е арестуван и бит в Драмския затвор. Освободен е след 35 дена. На 15 май 1903 година, след битката при Баница и смъртта на Гоце Делчев, властите обискират много къщи в Плевня и откриват архива на местния революционен комитет. Абаджиев е отново арестуван, бит и изпратен в Драмския затвор, откъдето след 40 дена е изпратен в Солун. Осъден е от военен съд на три години и затворен в Еди куле. Освободен е по силата на общата амнистия за извършени политически престъпления на 1 април 1904 година. На 18 юни 1906 година е отново затворен в Драмския затвор за 15 дена. На 20 март 1907 година, след убийството на гъркоманин Коста Ангелов (Кочо Мана) е отново арестуван и бит в Драмския затвор, където лежи 15 дена.
На 21 октомври 1912 година Плевня е опожарено от отстъпващите разбити османски войски и башибозук. Изгаря и къщата на Абаджиев, който е заловен, но успява да се спаси при клането на местните първенци. На 23 юни 1913 година, след като Плевня попада в Гърция, Абаджиев със семейстмото си бяга в Свободна България.
На 1 март 1943 година, като жител на Пловдив, подава молба за българска народна пенсия, която е одобрена и пенсията е отпусната от Министерския съвет на Царство България.